# 幽門
幽門（ゆうもん、pylorus）とは、十二指腸につながる胃の部分である。
幽門部分は、2つに分けられる。
幽門洞は、胃体部とつながっている部分である。
幽門管は、十二指腸とつながっている部分である。
幽門の括約筋または弁は、幽門管末端の平滑筋の強い環で胃から十二指腸へ食べ物を送り出している。幽門は、腹腔神経節から交感神経の支配を受けている。